# Snow (cantante)
Snow, pseudonimo di Darrin Kenneth O'Brien (Toronto, 30 ottobre 1969), è un musicista e cantante canadese di musica pop rap.

## Biografia
Il suo nome d'arte, che letteralmente in inglese significa "neve", è un acronimo di Super Notorious Outrageous Whiteboy (traducibile come "ragazzo bianco super famigerato e stravagante"), datogli dal DJ Marvin Prince che lo scoprì.
Ha debuttato ufficialmente nel 1992 con l'album 12 Inches of Snow, accompagnato dal singolo Informer, che ebbe un successo inaspettato raggiungendo, tra i diversi risultati, la prima posizione della classifica dei singoli statunitense e in gran parte degli stati europei. Il successo del singolo a livello mondiale portò l'album a vendere circa 8 milioni di copie e permise al cantante di vincere il Juno Award come "Miglior brano reggae", solo una tra le nove candidature al premio.
La carriera del cantante proseguì con la pubblicazione di diversi album per le etichette East West, JVC, EMI e Virgin, ma il successo fu minore rispetto agli esordi.

## Discografia

### Album in studio
- 1993 – 12 Inches of Snow
- 1995 – Murder Love
- 1997 – Justuss
- 1999 – Cooler Conditions
- 2000 – Mind on the Moon
- 2002 – Two Hands Clapping

### Album di remix
- 1998 – Best Remix of Snow

### Raccolte
- 1997 – The Greatest Hits of Snow

### Singoli
- 1993 – Informer
- 1993 – Girl I've Been Hurt
- 1993 – Uhh in You
- 1994 – Si Wi Dem Nuh Know Me
- 1995 – Sexy Girl
- 1997 – Boom Boom Boogie
- 1997 – Anything for You
- 1999 – Someday Somehow
- 2000 – Everybody Wants to Be like You
- 2000 – Jimmy Hat
- 2000 – The Plumb Song
- 2001 – Joke Thing
- 2001 – Nothin' on Me
- 2002 – Legal
- 2003 – That's My Life
- 2008 – Just 4 U
- 2009 – Adore You
- 2014 – Shame

### Collaborazioni
- 2019 – Con calma (Daddy Yankee feat. Snow)